# Anthony Eden
Anthony Eden, 1. jarl af Avon (født 12. juni 1897, død 14. januar 1977) var en britisk konservativ politiker. Han var udenrigsminister i flere perioder og siden premierminister 1955-1957. Han blev jarl 1961.

## Suez-krisen 1956
I oktober 1956 besatte franske og britiske tropper Suez-kanalen. Egyptens præsident, Gamal Abdel Nasser, havde efter langvarige, men resultatløse forhandlinger med de store europæiske kolonimagter nationaliseret den økonomisk vigtige kanal, som siden sin bygning i 1869 var ejet af et fransk-britisk aktieselskab. Mod Edens forventning var den amerikanske præsident Eisenhower imod den europæiske aktion, idet amerikanerne var tilhængere af den afkolonialisering, der havde været i gang siden afslutningen af 2. verdenskrig. Eden måtte opgive sit projekt i erkendelse af, at Storbritanniens status som kolonimagt var overhalet af historien. Politisk og helbredsmæssigt svækket måtte han i 1957 træde tilbage som regeringschef og overlade premierministerposten til Harold Macmillan, der som udenrigsminister havde støttet Suez-interventionen.